# Portland (Indiana)
Portland és una població dels Estats Units a l'estat d'Indiana. Segons el cens del 2000 tenia 6.437 habitants.

## Demografia
Segons el cens del 2000, Portland tenia 6.437 habitants, 2.739 habitatges, i 1.750 famílies. La densitat de població era de 604,7 habitants/km².
Dels 2.739 habitatges en un 27,2% hi vivien nens de menys de 18 anys, en un 47,9% hi vivien parelles casades, en un 12,1% dones solteres, i en un 36,1% no eren unitats familiars. En el 32,3% dels habitatges hi vivien persones soles el 16,4% de les quals corresponia a persones de 65 anys o més que vivien soles. El nombre mitjà de persones vivint en cada habitatge era de 2,28 i el nombre mitjà de persones que vivien en cada família era de 2,86.
Per edats la població es repartia de la següent manera: un 23,1% tenia menys de 18 anys, un 9% entre 18 i 24, un 26,8% entre 25 i 44, un 22,2% de 45 a 60 i un 18,8% 65 anys o més.
L'edat mediana era de 38 anys. Per cada 100 dones de 18 o més anys hi havia 83,3 homes.
La renda mediana per habitatge era de 31.045$ i la renda mediana per família de 41.329$. Els homes tenien una renda mediana de 29.728$ mentre que les dones 21.134$. La renda per capita de la població era de 18.375$. Entorn del 5,1% de les famílies i el 9,6% de la població estaven per davall del llindar de pobresa.

## Poblacions més properes
El següent diagrama mostra les poblacions més properes.